# Kriptodepresija
Kriptodepresija (sestavljenka iz grške besede κρύπτoς (kriptos) – skrito in latinske depressio – znižanje) je del jezerske kotanje, ki sega pod nivo morske gladine, torej depresija, ki je skrita v globini jezera. Pogosto so ledeniškega ali tektonskega izvora, tovrstni procesi namreč pogosto izdolbejo globoke doline, ki jih napolni voda. Poleg tega so manjše kriptodepresije pogoste v priobalnih lagunah, saj površje na teh območjih ne sega visoko nad morsko gladino.

## Zgledi
Vsaj 52 velikih svetovnih jezer ima dno v kriptodepresijah, čeprav so te globine še vedno pretežno neraziskane. Bajkalsko jezero ima največjo znano kriptodepresijo, saj je njegova gladina na nadmorski višini 456 m, na najgloblji točki pa je globoko  1741 m. Mrtvo morje v celoti leži v depresiji, torej je njegova celotna kotanja kriptodepresija. Med znanimi jezeri s kriptodepresijami sta tudi italijansko Gardsko jezero ledeniškega izvora (gladina 65 m n. m., globina 346 m, torej ok. 281 m kriptodepresije) in Vransko jezero na Cresu, Hrvaška (+13 m n. m., -61,5 m).